# UAE Pro League 2024/25
Die UAE Pro League 2024/25 war die 50. Spielzeit der höchsten Fußballliga der Vereinigten Arabischen Emirate seit ihrer Gründung im Jahr 1973. Aus Sponsorengründen wurde die Liga auch ADNOC Pro League genannt. Organisiert wurde die Liga von der United Arab Emirates Football Association. Es nahmen 14 Mannschaften an dem Wettbewerb teil. Die Saison begann am 23. August 2024 und endete am 25. Mai 2025. Titelverteidiger war al-Wasl.

## Modus
Die Vereine spielten ein Doppelrundenturnier aus, womit sich insgesamt 26 Spiele pro Mannschaft ergaben. Es wurde nach der 3-Punkte-Regel gespielt (drei Punkte pro Sieg, ein Punkt pro Unentschieden). Die Tabelle wurde nach den folgenden Kriterien bestimmt:
1. Anzahl der erzielten Punkte
2. Anzahl der erzielten Punkte im direkten Vergleich
3. Tordifferenz im direkten Vergleich
4. Anzahl Auswärtstore im direkten Vergleich
5. Tordifferenz aus allen Spielen
6. Anzahl Tore in allen Spielen

## Teilnehmer
| Mannschaft                    | Standort      | Stadion                              | Kapazität |
| ----------------------------- | ------------- | ------------------------------------ | --------- |
| Adschman Club                 | Adschman      | Ajman Stadium                        | 5.537     |
| al Ain Club                   | al-Ain        | Hazza Bin Zayed Stadium              | 25.000    |
| al Bataeh Club                | Al Bataeh     | Al Bataeh Stadium                    | 2.000     |
| al-Jazira Club                | Abu Dhabi     | al-Jazira-Mohammed-Bin-Zayed-Stadion | 42.056    |
| al-Nasr SC                    | Dubai         | Al-Maktoum-Stadion                   | 15.058    |
| al-Urooba Club (N)            | Fudschaira    | Dibba Club Stadium                   | 10.000    |
| al-Wahda                      | Abu Dhabi     | Al-Nahyan-Stadion                    | 15.500    |
| al-Wasl                       | Dubai         | Zabeel-Stadion                       | 8.472     |
| Baniyas SC                    | Abu Dhabi     | Baniyas Stadium                      | 10.000    |
| Dibba al-Hisn Sports Club (N) | Dibba al-Hisn | Dibba Stadion                        | 7.000     |
| Al-Ittihad Kalba SC           | Kalba         | Ittihad-Kalba-Stadion                | 8.500     |
| Khor Fakkan Club              | Khor Fakkan   | SBM Al Qassimi Stadium               | 7.500     |
| Shabab Al Ahli Dubai Club     | Dubai         | Al-Rashid Stadium                    | 12.052    |
| Sharjah FC                    | Schardscha    | Sharjah Stadium                      | 11.000    |

## Ausländische Spieler
| Mannschaft                | Spieler 1        | Spieler 2        | Spieler 3          | Spieler 4          | Spieler 5         | Unregistrierte Spieler          | Ehemalige Spieler                                     |
| ------------------------- | ---------------- | ---------------- | ------------------ | ------------------ | ----------------- | ------------------------------- | ----------------------------------------------------- |
| Adschman Club             | Ali Madan        | Junior Flemmings | Mohamed Souboul    | Walid Azaro        | Miloš Kosanović   |                                 | Abdelhamid Sabiri Ayman El Hassouni Haykeul Chikhaoui |
| al Ain Club               | Soufiane Rahimi  | Kaku             | Fábio Cardoso      | Park Yong-woo      | Kodjo Fo-Doh Laba |                                 |                                                       |
| al Bataeh Club            | Paulinho         | Anatole Abang    | Diney Borges       | Ulrich Meleke      | Aziz Gʻaniyev     |                                 |                                                       |
| al-Jazira Club            | Ramón Miérez     | Neeskens Kebano  | Mohamed Elneny     | Nabil Fekir        | Karim Rekik       |                                 |                                                       |
| al-Nasr SC                | Othmane Boussaid | Samir Memišević  | Mattheus           | Leroy Fer          | Haris Seferović   | Manolo Gabbiadini               | Adel Taarabt                                          |
| al-Urooba Club            | Héber            | Petrus Boumal    | Witi               | Viv Solomon-Otabor | Filip Kiss        | Paulo Ricardo Bubacarr Trawally | Appolinaire Kack Mohammad Reza Azadi                  |
| al-Wahda                  | Kevin Agudelo    | Ahmad Nourollahi | Mohammad Ghorbani  | Omar Khribin       | Hojimat Erkinov   |                                 | Philip Otele                                          |
| al-Wasl                   | João Pedro       | Anas Zniti       | Soufiane Bouftini  | Jung Seung-hyun    | Srđan Mijailović  | Gerónimo Poblete Alexis Pérez   | Isaac Success Haris Seferović                         |
| Baniyas SC                | Juan Bauza       | Arnaud Lusamba   | Youssoufou Niakaté | Andrei Burcă       | Lazar Marković    |                                 |                                                       |
| Dibba al-Hisn Sports Club | Pierre Kunde     | Ibrahima Cissé   | Alexandru Mățan    | Haythem Jouini     | Oussama Haddadi   |                                 | Danielzinho João Pedro                                |
| Al-Ittihad Kalba SC       | Daniel Bessa     | Mehdi Ghayedi    | Saman Ghoddos      | Shahriar Moghanlou | Miha Blažič       |                                 | Filip Kiss                                            |
| Khor Fakkan Club          | Lourency         | Tarik Tissoudali | Aylton Boa Morte   | Kwon Kyung-won     | Won Du-jae        |                                 | Mattheus Pedro Henrique Thulani Serero Jonathan Viera |
| Shabab Al Ahli Dubai Club | Saeid Ezatolahi  | Sardar Azmoun    | Munas Dabbur       | Bogdan Planić      | Luka Milivojević  | Iago Santos                     |                                                       |
| Sharjah FC                | Darko Nejašmić   | Adel Taarabt     | Cho Yu-min         | Tyrone Conraad     | Firas Ben Larbi   | Paco Alcácer                    |                                                       |

## Tabelle
Stand: Saisonende 2024/25
| Pl. | Verein                        | Sp. | S  | U | N  | Tore    | Diff. | Punkte |
| --- | ----------------------------- | --- | -- | - | -- | ------- | ----- | ------ |
| 1.  | Shabab Al Ahli Dubai Club (M) | 26  | 19 | 6 | 1  | 057:220 | +35   | 63     |
| 2.  | Sharjah FC                    | 26  | 16 | 3 | 7  | 044:220 | +22   | 51     |
| 3.  | al-Wahda                      | 26  | 13 | 9 | 4  | 051:320 | +19   | 48     |
| 4.  | al-Wasl (M)                   | 26  | 13 | 7 | 6  | 051:350 | +16   | 46     |
| 5.  | al Ain Club                   | 26  | 12 | 8 | 6  | 056:320 | +24   | 44     |
| 6.  | al-Nasr SC                    | 26  | 11 | 5 | 10 | 045:450 | ±0    | 38     |
| 7.  | al-Jazira Club                | 26  | 10 | 7 | 9  | 045:400 | +5    | 37     |
| 8.  | Khor Fakkan Club              | 26  | 9  | 6 | 11 | 041:520 | −11   | 33     |
| 9.  | Al-Ittihad Kalba SC           | 26  | 8  | 8 | 10 | 039:380 | +1    | 32     |
| 10. | Adschman Club                 | 26  | 9  | 4 | 13 | 040:460 | −6    | 31     |
| 11. | al Bataeh Club                | 26  | 7  | 6 | 13 | 030:450 | −15   | 27     |
| 12. | Baniyas SC                    | 26  | 7  | 6 | 13 | 030:530 | −23   | 27     |
| 13. | Dibba al-Hisn Sports Club (N) | 26  | 4  | 4 | 18 | 029:560 | −27   | 16     |
| 14. | al-Urooba Club (N)            | 26  | 4  | 1 | 21 | 024:640 | −40   | 13     |

| Zum Saisonende 2024/25: |
| Meister der UAE Pro League, Qualifikation für die AFC Champions League Elite Teilnahme an der Play-off-Runde der AFC Champions League Elite Qualifiziert für die AFC Champions League Two Qualifiziert für die Golf Club Champions League Abstieg in die UAE First Division League |

| Zum Saisonende 2023/24: |                                                                                                 |
| (M)                     | Amtierender Meister: al-Wasl                                                                    |
| (N)                     | Aufsteiger aus der UAE First Division League 2022/23: Dibba al-Hisn Sports Club, al-Urooba Club |

## Ergebnisse
Die Kreuztabelle stellt die Ergebnisse aller Spiele dieser Saison dar. Die Heimmannschaft ist in der linken Spalte, die Gastmannschaft in der oberen Zeile aufgelistet.
| Saison 2024/25            | ADS | AIN | BAT | JAZ | NAS | URO | WAD | WAS | BAN | DIB | ITT | KHO | SAA | SHA |
| ------------------------- | --- | --- | --- | --- | --- | --- | --- | --- | --- | --- | --- | --- | --- | --- |
| Adschman Club             |     | 4:2 | 2:1 | 1:1 | 2:1 | 2:3 | 4:3 | 0:0 | 2:3 | 5:1 | 2:3 | 4:1 | 1:2 | 0:1 |
| al Ain Club               | 0:0 |     | 2:1 | 1:1 | 4:1 | 3:0 | 1:2 | 4:2 | 4:0 | 1:1 | 3:1 | 5:1 | 0:1 | 0:0 |
| al Bataeh Club            | 1:1 | 3:3 |     | 0:3 | 3:4 | 1:0 | 1:3 | 1:3 | 1:0 | 2:2 | 0:0 | 1:3 | 1:3 | 0:2 |
| al-Jazira Club            | 4:0 | 1:3 | 2:0 |     | 3:1 | 2:0 | 0:0 | 0:5 | 0:1 | 1:0 | 1:2 | 4:2 | 1:2 | 1:1 |
| al-Nasr SC                | 3:1 | 0:2 | 0:1 | 2:3 |     | 2:1 | 0:0 | 0:1 | 4:1 | 3:2 | 3:2 | 3:1 | 1:1 | 2:1 |
| al-Urooba Club            | 0:2 | 2:4 | 1:3 | 4:5 | 1:5 |     | 1:1 | 1:2 | 1:0 | 1:2 | 2:1 | 1:2 | 1:4 | 0:1 |
| al-Wahda                  | 1:0 | 2:1 | 0:2 | 2:2 | 2:2 | 3:0 |     | 2:2 | 2:2 | 4:2 | 3:1 | 3:1 | 2:2 | 3:0 |
| al-Wasl                   | 2:0 | 1:0 | 3:1 | 2:2 | 3:1 | 6:0 | 2:2 |     | 3:1 | 1:0 | 2:2 | 3:4 | 2:1 | 0:1 |
| Baniyas SC                | 3:1 | 0:3 | 1:1 | 2:0 | 0:0 | 0:1 | 0:3 | 0:0 |     | 2:4 | 2:2 | 3:3 | 1:5 | 1:4 |
| Dibba al-Hisn Sports Club | 0:1 | 3:2 | 1:2 | 1:6 | 0:1 | 1:2 | 0:2 | 2:3 | 1:0 |     | 2:2 | 0:1 | 0:3 | 1:4 |
| Al-Ittihad Kalba SC       | 3:2 | 3:3 | 3:0 | 1:1 | 2:3 | 3:0 | 0:1 | 2:2 | 0:1 | 2:1 |     | 0:1 | 1:2 | 2:1 |
| Khor Fakkan Club          | 0:2 | 2:2 | 1:1 | 1:0 | 3:3 | 3:0 | 0:1 | 2:1 | 5:2 | 1:1 | 0:2 |     | 1:1 | 2:4 |
| Shabab Al Ahli Dubai Club | 3:1 | 0:0 | 2:1 | 2:1 | 2:0 | 2:0 | 5:4 | 3:0 | 2:0 | 3:2 | 0:0 | 4:0 |     | 2:1 |
| Sharjah FC                | 4:0 | 0:3 | 0:1 | 4:0 | 3:0 | 2:1 | 2:0 | 4:1 | 1:2 | 1:0 | 1:0 | 1:0 | 0:0 |     |

## Torschützenliste
Stand: Saisonende 2024/25
| Platz | Spieler              | Mannschaft                | Tore |
| ----- | -------------------- | ------------------------- | ---- |
| 1.    | Kodjo Laba           | al Ain Club               | 20   |
| 2.    | Omar Khribin         | al-Wahda                  | 17   |
| 3.    | Mehdi Ghayedi        | Al-Ittihad Kalba SC       | 16   |
| 4.    | Youssoufou Niakaté   | Baniyas SC                | 13   |
| 5.    | Caio Lucas           | Sharjah FC                | 12   |
| 6.    | Sardar Khalil Azmoum | Shabab Al Ahli Dubai Club | 11   |
| 6.    | Fábio Lima           | al-Wasl                   | 11   |
| 6.    | Soufiane Rahimi      | al Ain Club               | 11   |
| 9.    | Ali Mabkhout         | al-Nasr SC                | 10   |
| 9.    | Anatole Bertrand     | al Bataeh Club            | 10   |
| 9.    | Junior Flemmings     | Adschman Club             | 10   |